# Bogusławice, Hạt Koło
Bogusławice [bɔɡuswaˈvit͡sɛ] là một ngôi làng thuộc khu hành chính của Gmina Babiak, thuộc hạt Koło, Greater Ba Lan Voivodeship, ở phía tây trung tâm Ba Lan. Nó nằm khoảng 6 kilômét (4 mi) phía bắc Babiak, 22 km (14 mi) về phía bắc Koło và 119 km (74 mi)  về phía đông của thủ đô khu vực Pozna.
Làng có dân số 436.